# 天子 (地名)
天子：中华文化中独特的地名，天子乡位于中国湖北省京山县宋河镇辖区。“天子”是古代帝王的专有称谓，但是历朝历代一直默许在荆楚存在该神圣地名，据考证延续2500年历史，是为奇迹。天子乡地域毗邻屈家岭文化、苏家垄文化和绿林文化，有众多世代流传的历史，民俗中农耕文化特点浓郁。特产以树果为主：白果(银杏、公孙树果)、野香蕉(俗名八月柞)、五月子果、橡粉豆腐、拐枣、板栗、香菇等。